# Spinazzo/Varco Cilentano
Spinazzo/Varco Cilentano, è una borgata del comune di Capaccio Paestum, in provincia di Salerno.

## Geografia fisica

### Territorio
L'abitato si sviluppa in zona pianeggiante a 19 m s.l.m. circa, fra la borgata Torre/Licinella e il Monte Calpazio. In base all'ultimo censimento (2001) ha 74 abitanti.

## Storia
Il territorio dall'epoca medievale è stato un feudo ed è appartenuto a diverse famiglie nobili fra cui i Sanseverino che nel 1466 lo vendettero ai Brancaccio e nel 1536 venne acquistato da Giovanni Michele Gomes.
A seguito della Riforma agraria il latifondo venne suddiviso in poderi assegnati dapprima ad abitanti di Capaccio, ed in seguito acquistati da contadini provenienti da Pontecagnano Faiano.

## Monumenti e luoghi d'interesse
Il principale edificio storico del territorio è la Masseria Baronale, risalente al XVIII secolo. Realizzato su due livelli è dotato di una corte, una cappella in stile barocco, case coloniche, fienili e scuderie.

## Rinvenimenti archeologici
Fra il 1972 e il 1973 è stata scoperta una necropoli lucana comprendente 180 tombe.
In località Tempa del Prete, durante la campagna di scavi effettuata tra il 1953 e il 1968 è stata rinvenuta una necropoli, databile fra il V secolo a.C. e il IV secolo a.C., comprendente una superficie di 1,45 ha. Il rinvenimento più famoso fu la Tomba del Tuffatore.